# Volkshilfe
Il Volkshilfe è un'ONG e non confessionale affiliata alla SPÖ che progetta, costruisce, gestisce e sostiene istituzioni e progetti sociali e socio-sanitari professionali in Austria e a livello internazionale. Ha sede a Vienna.

## Cronologia

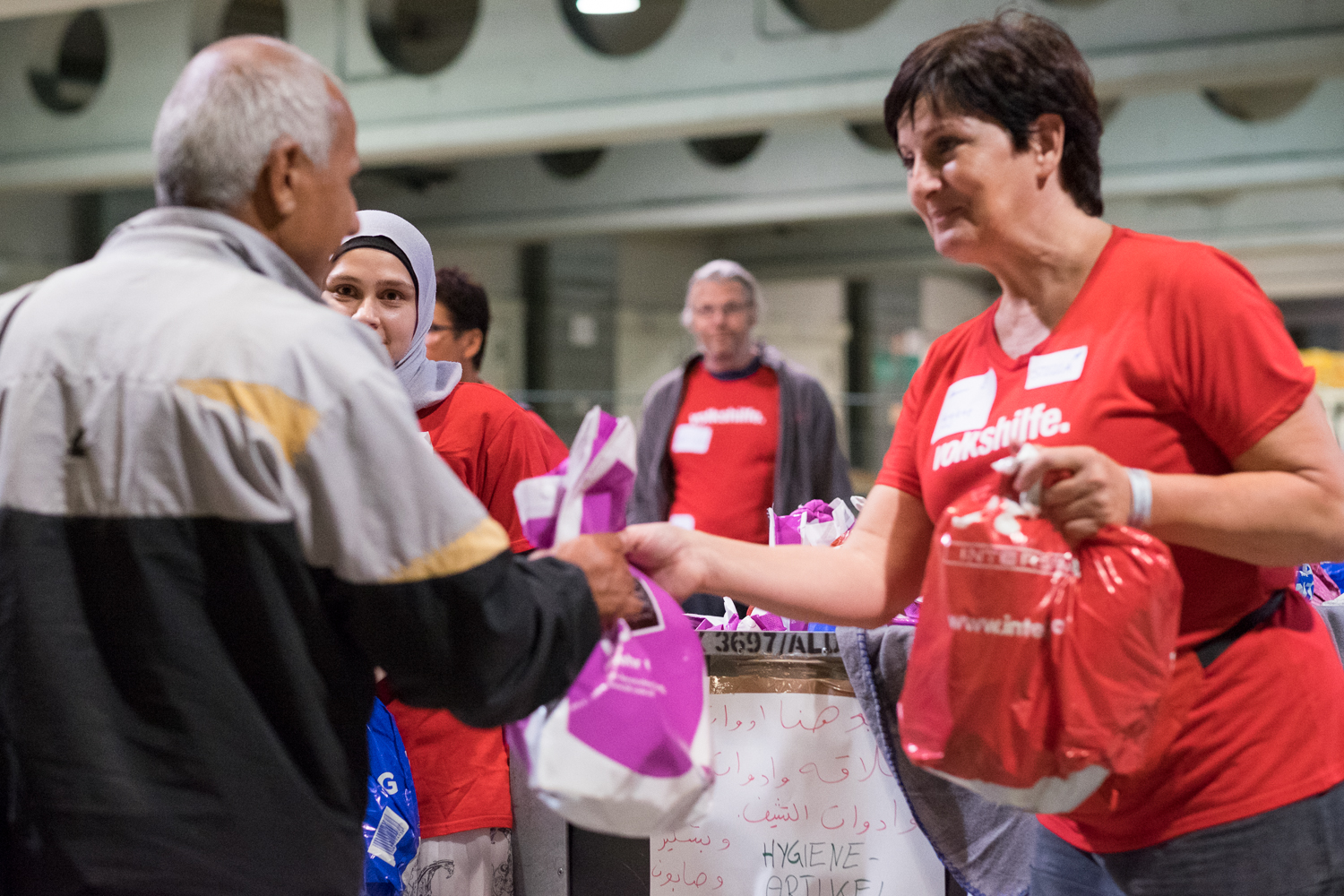
Distribuzione aiuti ai rifugiati (2015)

Volkshilfe Austria fu fondata il 21 marzo 1947 a Vienna come organizzazione apartitica, senza scopo di lucro. Le prime iniziative si sono incentrate sul contrasto alla carestia, alla disoccupazione e la cattiva salute dopo la guerra. La cofondatrice e prima presidente eletta fu Luise Renner, la moglie dell'ex presidente federale Karl Renner. Gli altri membri fondatori furono Ferdinanda Flossmann, Willi Forst, Theodor Körner, Johann Böhm, Hilda Schärf, Josef Holaubek, Maria Matzner, Bruno Kreisky e Marte Harell.
Sempre nel 1947 furono istituite le prime sei organizzazioni nazionali a Vienna, Salisburgo, Bassa Austria, Alta Austria, Stiria e Carinzia. Come l'ultima delle nove associazioni di stato nel 1954, fu fondata la Volkshilfe Vorarlberg. Da allora, Volkshilfe è diventata una delle cinque maggiori organizzazioni per il benessere gratuito dell'Austria. Tradizionalmente, il Volkshilfe è considerato vicino al partito SPÖ ed è quindi quasi la contropartita dell'organizzazione di soccorso ÖVP-Austria - un retaggio della democrazia proporzionale austriaca del periodo post-bellico - in cui i due maggiori partiti hanno integrato il welfare gratuito nei rispettivi ambienti sociopolitici.
Attualmente ha oltre 25.000 volontari e 9.000 dipendenti.